# Vetenskapsåret 1806

## Händelser

### Astronomi
- Okänt datum - Bielas komet siktas för första gången [1].

### Botanik
- Okänt datum - I London börjar publiceringen av Flora Graeca, samlad av John Sibthorp.[2][3]

### Matematik
- Okänt datum -  Jean-Robert Argand introducerar Arganddiagramet.[4]

### Medicin
- Okänt datum -  John Bell slutför publiceringen av The Principles of Surgery i två volymer.[5]

### Teknik
- Okänt datum - William Hyde Wollaston patenterar Camera lucida.

## Pristagare
- Copleymedaljen: Thomas Andrew Knight, brittisk botaniker och trädgårdsmästare.
- Rumfordmedaljen: William Murdock, brittisk ingenjör och uppfinnare.

## Födda
- 14 januari - Matthew Fontaine Maury (död 1873), amerikansk hydrograf.
- 18 februari - Eduard Heis (död 1877), tysk astronom.
- 9 april - Isambard Kingdom Brunel (död 1859), brittisk ingenjör.
- 4 maj - William Fothergill Cooke (död 1879), brittisk uppfinnare.
- 27 juni - Augustus de Morgan (död 1871), brittisk matematiker.
- 5 september - Fredrik Theodor Berg (död 1887), svensk läkare och statistiker.
- 7 september - Christian August Friedrich Peters (död 1880), tysk astronom.
- 4 november - Karl Friedrich Mohr (död 1879), tysk kemist.
- 18 november - Charles Léo Lesquereux, (död 1889), schweizisk botaniker och paleontolog.
- 11 december - Otto Wilhelm Hermann von Abich (död 1886), tysk mineralog och geolog.
- Laurits Martin Esmark (död 1844), norsk zoolog.
- Adolf Svanberg (död 1857), svensk matematiker.

## Avlidna
- 23 juni - Mathurin Jacques Brisson (född 1723), fransk zoolog-
- 3 augusti - Michel Adanson (född 1727), fransk botaniker.
- 22 augusti - Conrad Quensel (född 1767), svensk biolog.
- 23 augusti - Charles-Augustin de Coulomb (född 1736), fransk fysiker.

### Fotnoter
1. ↑  Så funkar universum, James Muirden
2. ↑  Harris, Stephen (2007). The Magnificent Flora Graeca: How the Mediterranean Came to the English Garden. Oxford: Bodleian Library. ISBN 9781851243068
3. ↑  Lack, H. Walter; Mabberley, David (1998). The Flora Graeca Story: Sibthorp, Bauer, and Hawkins in the Levant. Oxford University Press. ISBN 0198548974
4. ↑  Crilly, Tony (2007). 50 Mathematical Ideas you really need to know. London: Quercus. sid. 33. ISBN 978-1-84724-008-8
5. ↑  Baston, K. Grudzien (2004). ”Bell, John (1763–1820)”. Oxford Dictionary of National Biography. Oxford University Press. doi:10.1093/ref:odnb/2013. http://www.oxforddnb.com/view/article/2013. Läst 6 april 2011. (Prenumeration eller UK public library-medlemskap krävs)